# Florfenicol
Florfenicol ist eine Chlor- und Fluor-haltige chemische Verbindung, die zu den Klassen der Aromaten und Sulfone zählt. Es ist wie das verwandte Thiamphenicol ein synthetisches Analogon des in Bakterien vorkommenden Chloramphenicol. Das Antibiotikum wird in der Tiermedizin eingesetzt.

## Eigenschaften und Wirkung
Florfenicol ist eine wenig in Wasser, gut in Lipiden lösliche Substanz. Sie wird als Injektionslösung (300 mg/ml Lösung) in Propylenglycol intramuskulär oder subkutan gegen Infektionen, vorwiegend der Atemwege von Tieren, eingesetzt. Der Stoff ist ein Breitbandantibiotikum mit Wirkung gegen grampositive und gramnegative Bakterien. Die Resorption erfolgt langsam, aber vollständig, mit einer Bioverfügbarkeit von 78 % nach intramuskulärer Injektion. Die Halbwertszeit beträgt je nach Aufnahme zwischen 2,65 (intravenös) und 18 Stunden (intramuskulär).
Florfenicol hemmt die Proteinbiosynthese in bakteriellen, aber auch eukaryotischen Zellen, wobei eine Bindung an die Peptidyltransferase in den Ribosomen erfolgt. Die Resistenzlage wird als ausgesprochen gut beurteilt.

### Unerwünschte Wirkungen
Selten treten an der Injektionsstelle lokale Schwellungen auf, die sich oft erst nach Wochen vollständig zurückbilden. Bei Rindern wurde eine verminderte Futteraufnahme beobachtet, die aber nach Ende der Behandlung verschwand. Schweine zeigten vorübergehend Diarrhoe, Entzündungen im Afterbereich und Ödeme nach Abschluss der Behandlung.